# Jörn Gripenberg
Carl-Gustaf Jörn Gripenberg, född 5 mars 1945, är en finländsk arkitekt. Han är son till arkitekten Bertel Gripenberg.
Gripenberg övertog 1987 faderns andel i Arkitektkontor Gripenberg & Co och blev 2002 ensam ägare av detta företag, som i dag en av Finlands äldsta fungerade arkitektbyråer. Han har framgång ritat bland annat industribyggnader, däribland Tamros huvudkontor och distributionslager i Vanda. Han har också utmärkt sig inom samhällsplaneringen med bland annat flera markanvändningsplaner för Sjundeå kommun.